# Luís Chaves Lopes
Luís Rufino Chaves Lopes (Chaves, 9 de Maio de 1888 - Lisboa, Abril de 1975), foi um arqueólogo e etnólogo português.

## Biografia
Nasceu na vila de Chaves, em 9 de Maio de 1888.
Exerceu como arqueólogo, professor, etnólogo, investigador e publicista, tendo sido conservador no Museu Etnológico Português, de Leite de Vasconcelos, do qual foi discípulo. Foi professor no ensino secundário e da cadeira de História da Arte e de Iluminura no Curso Superior de Bibliotecário Arquivista. Deixou uma vasta obra sobre vários campos da cultura portuguesa, com mais de oitenta livros e folhetos, abrangindo temas tão diversos como os pelourinhos, cruzeiros e alminhas, ex-votos, registos de santos e de presépios, barristas e filigranas, lendas, cantos e bailados. Participou em conferências, foi crítico de estudos de Antropologia Cultural, e fez parte de diversas sociedades científicas e literárias. Passou por vários sítios arqueológicos, como os de Milreu, no Algarve, e o de Alivã, no concelho de Campo Maior, sobre o qual elaborou um relatório de observação em 1953.
Colaborou em diversos periódicos, incluindo no Correio do Sul, no Boletim da Junta de Província do Algarve, onde publicou o estudo As estradas arcáicas do Algarve, e no Boletim Cultural da Junta Distrital de Lisboa, com a separata A Estremadura Portuguesa n'Os Lusiadas de Camões. referências nas obras Lendas de Portugal, de 1924, Chaminés de Portugal, de 1928, Grei Portuguesa, de 1930, Mosaicos Lusitano-Romanos de Portugal, de 1934, Os Pelourinhos, em 1938, e Danças Religiosas, de 1942, entre outras. Segundo uma dedicatória escrita pelo investigador Paulo Caratão Soromenho aquando da sua morte, foi o autor de vários trabalhos de monta, como um repositório da etnografia lisbonense, e o  estudo da organização dos trabalhadores portugueses através da História.
Faleceu em Abril de 1975, aos 85 anos de idade.